# Gornji Stranjani
Gornji Stranjani (em cirílico: Горњи Страњани) é uma vila da Sérvia localizada no município de Prijepolje, pertencente ao distrito de Zlatibor. A sua população era de 61 habitantes segundo o censo de 2011.

## Demografia
| 1948 | 1953 | 1961 | 1971 | 1981 | 1991 | 2002 | 2011 |
| ---- | ---- | ---- | ---- | ---- | ---- | ---- | ---- |
| 377  | 399  | 394  | 349  | 208  | 127  | 85   | 61   |